# حدائق النور
حدائق النور (بالفرنسية: Les jardins de lumière)‏ رواية نشرت عام 1991 للكاتب الفرنسي اللبناني أمين معلوف. وتركز على المفكر الديني ماني، مؤسس الديانة المانوية.
كتب ديفيد غاي من نيويورك تايمز: «حدائق النور» تعطيك شعور بملاحم هوليوود من عقد الخمسينيات، حيث الرجال الجرئيون الذين تستحق أقوالهم أن تنحت في الصخر فوراً.. أسلوب ملحمة معلوف وشخصياته مرهقة. فنحن نتابع أحداث ماني ولكننا نتوق إلى رحلة خيالية في حياته الداخلية، نتشوق لبعض النظرات الثاقبة إلى كيفية تشكل قناعاته الليبرالية في وقت الذي كانت فيه المعتقدات الدينية تعتبر ضرباً من التطرف والصلابة.